# Greenwoodochromis
Рід налічує лише 2 види риб родини цихлові.

## Види
- Greenwoodochromis bellcrossi (Poll 1976)
- Greenwoodochromis christyi (Trewavas 1953)